# Klokanovití
Klokanovití (Macropodidae) jsou druhá největší čeleď vačnatců (po vačicovitých) s 54 druhy v 11 rodech. Klokani se vyvinuli poměrně rychle v období pozdního miocénu až pliocénu, přibližně již v průběhu 3 až 4 milionů let (nikoliv 5 až 12 milionů let, jak se předpokládalo dříve). Nezahrnuje však klokánkovité, kteří mají samostatnou čeleď, přestože se velmi klokanovitým podobají. Jsou výhradně v Austrálii a Oceánii. Jedná se o středně velké až velké vačnatce (patří sem i největší druhy žijících vačnatců) s prodlouženými zadními končetinami, které u pozemních druhů slouží ke skákavému pohybu. U stromových druhů není prodloužení zadních končetin tak výrazné. Většina druhů je výhradně býložravých. České slovo klokan nenajdeme v žádném jiném jazyce s výjimkou chorvatštiny. Jedná se o obrozenecký výtvor Jana Svatopluka Presla, který jej utvořil s použitím ruského kmene a podle vlastnosti zvířete (klok/клок = chomáč chlupů, klokan má vlnatou srst). Názvy používané v ostatních jazycích (např. kangaroo, känguru, ale i slovensky kengura aj.) mají domorodý původ, zřejmě z jazyka guugu yimidhirr z Yorského poloostrova.

## Výskyt
Klokani jsou endemity, kteří žijí v Austrálii a Tasmánii, Nové Guineji a na přilehlých ostrovech. Obývají nejrůznější biomy, od pouště po deštný prales.
Klokan rudokrký je uměle vysazený i v severní a střední Evropě. Na přelomu 19. a 20. století byl chován i v Česku v oboře u Poděbrad.)

## Stavba těla

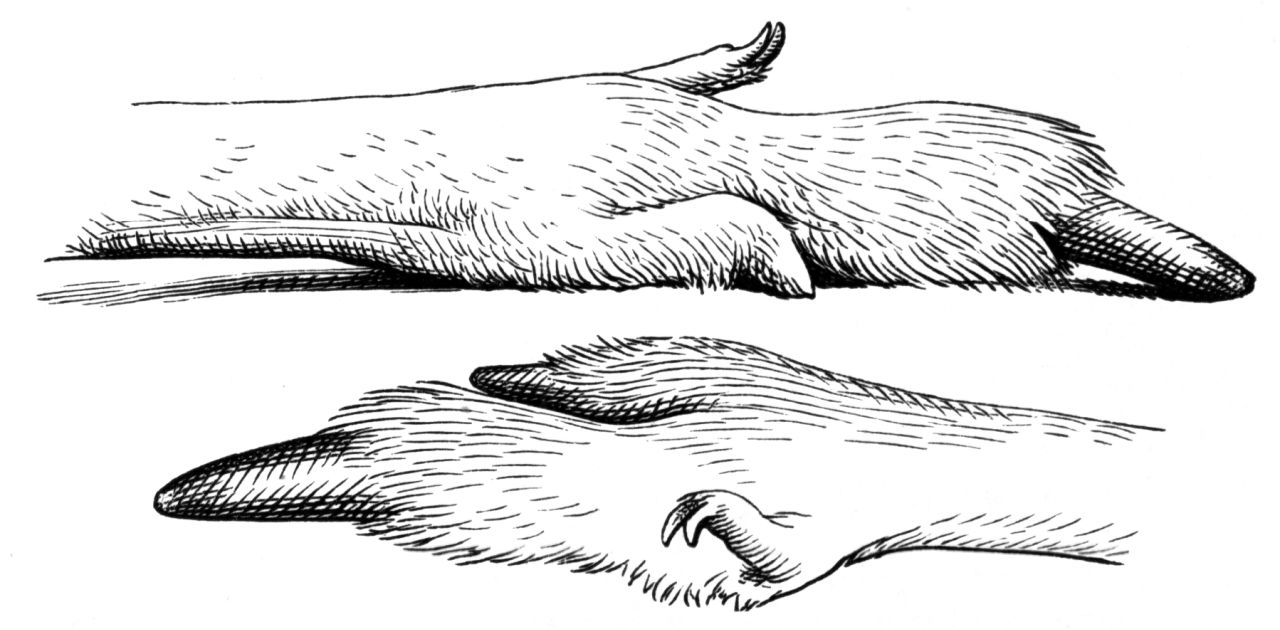
Zadní končetiny

Klokani mají dlouhou a úzkou lebku, většinou protáhlý čenich a hlavu, která vypadá drobná vzhledem k velikosti zbývajícího těla. Jejich vzrůst je střední až velký. Některé druhy dorůstají až do výšky dvou metrů. Váhy dosahují od 0,5 kg do 90 kg. Klokanovití jsou ploskochodci, mají dlouhou úzkou zadní tlapu a velmi silné zadní končetiny. Čtvrtý prst na zadní tlapě je nejdelší a nejsilnější, klokanovití ho ve značné míře používají k odrážení při skákání. Pátý (vnější) prst je také velký. Stejně jako všichni dvojitozubci jsou syndaktilní (druhý a třetí prst na předních končetinách je srostlý). Palec je někdy zakrnělý, ale obvykle úplně chybí. Většina druhů má mohutný a dlouhý ocas, který však není chapavý. Místo toho je spíš používán jako balancující či stabilizační orgán.

## Pohyb

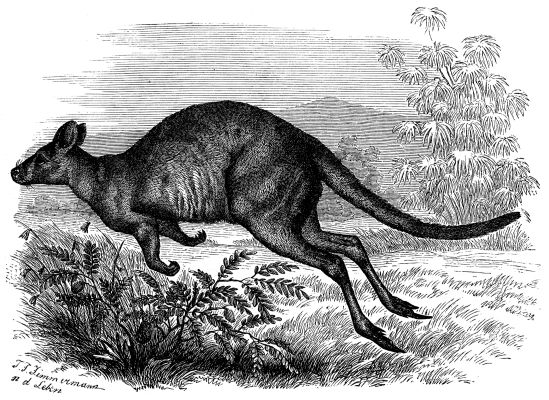
Kresba skákajícího klokana

Většina klokanovitých nedovede pohybovat nezávisle svýma nohama, tudíž nemohou normálně chodit, musí poskakovat. Také nemohou chodit pozpátku, což jim přináší velké problémy, je-li před nimi uzavřena úniková cesta.
Pro pomalý pohyb používá klokan chůzi „po pěti“: ze sedu se nadzvedne na předních nohách a ocasu, a přesune zadní nohy.
Velcí klokani pohybující se v křovinaté stepi skoky dlouhými až 11 m a rychlostí téměř 60 km/h se vyskytují na velkých územích. Jejich neustále se stěhující stáda jsou s to za jediný den urazit za pastvou dráhu až 100 km. Klokan rudý může vyvinout rychlost vyšší než 70 km/h, avšak jen na krátké vzdálenosti.
V poslední době ledové vymřelý klokan Protemnodon se ale pohyboval po čtyřech.

## Potrava

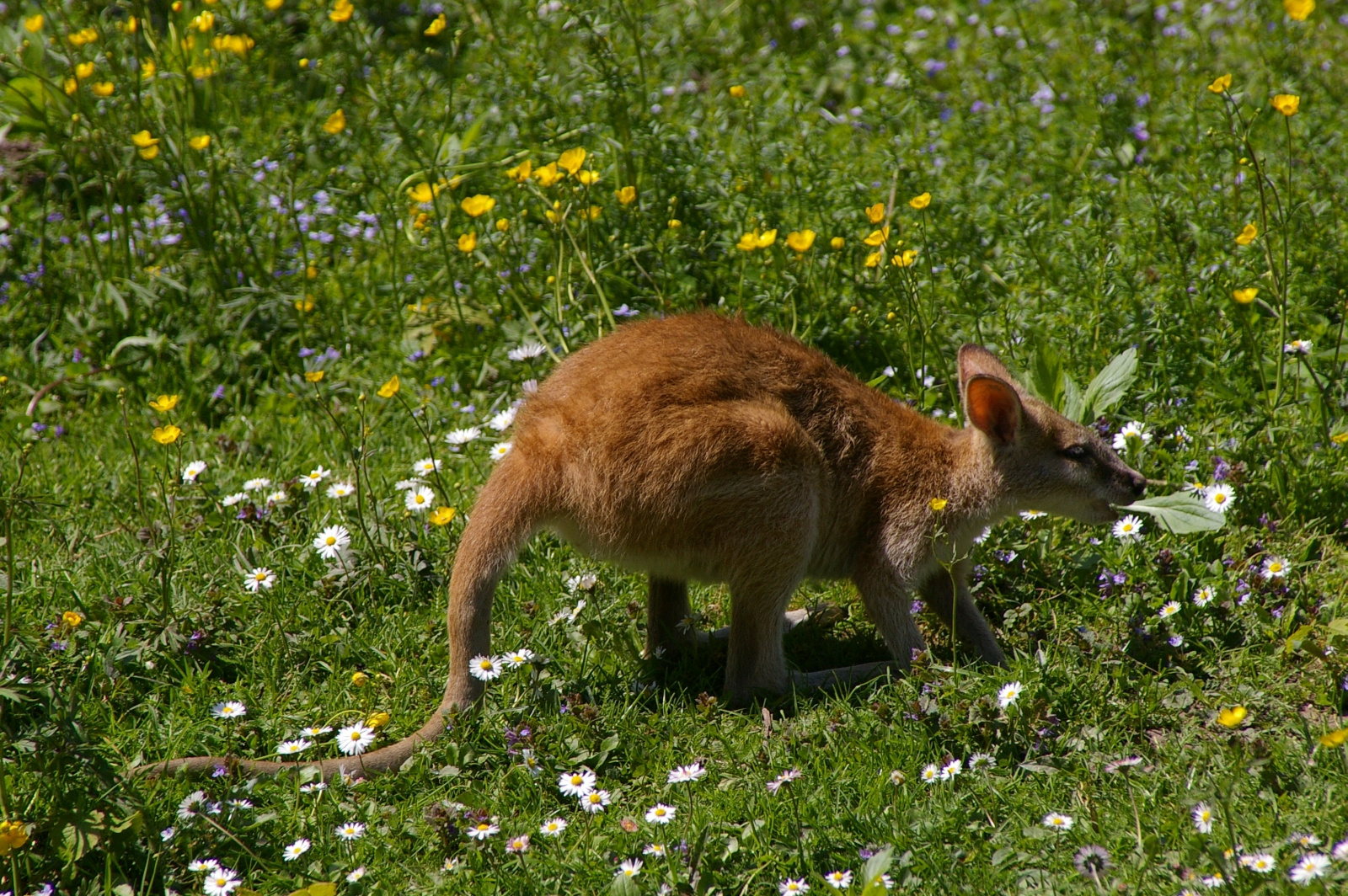
Pasoucí se klokan hbitý

Klokani jsou býložravci, většina z nich spásá trávu a byliny. Dále se mohou živit kapradinami, výhonky, listy a lesními plody. Nevyhýbají se ani jedovatým rostlinám.
Tráva, kterou se živí, je velmi tuhá a její žvýkání silně opotřebovává zuby. Ačkoli mají klokani na každé straně čtyři páry stoliček, jen přední jsou využívány. Pokud se opotřebují a vypadnou, jsou nahrazeny dalšími. Občas se klokan dožije toho, že je opotřebován i poslední pár. Tehdy uhynou hladem. Jen klokanovi rezavému dorůstají stoličky po celý život.
Na rozdíl od ovcí, skotu a dalších placentálních býložravců, spásají klokanovití trávu a byliny velmi šetrně. Nikdy ji nevypasou až ke kořenům, čímž jí neznemožňují obnovení.
Všichni klokani dovedou přežvykovat. Velký svalnatý žaludek je rozdělený na několik částí a pojme mnoho potravy, která je trávena pomocí mikroorganismů.

## Vývin a život

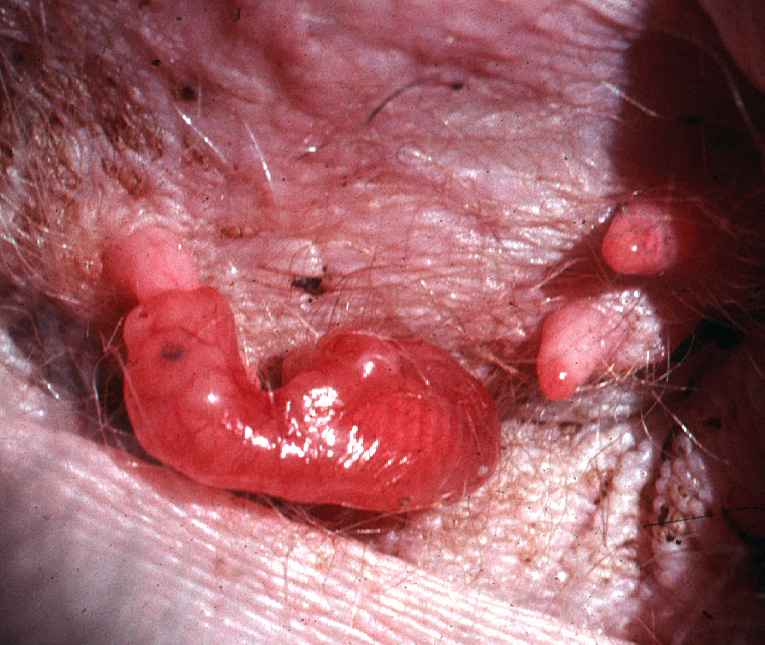
Novorozenec přisátý k matčině mléčné bradavce

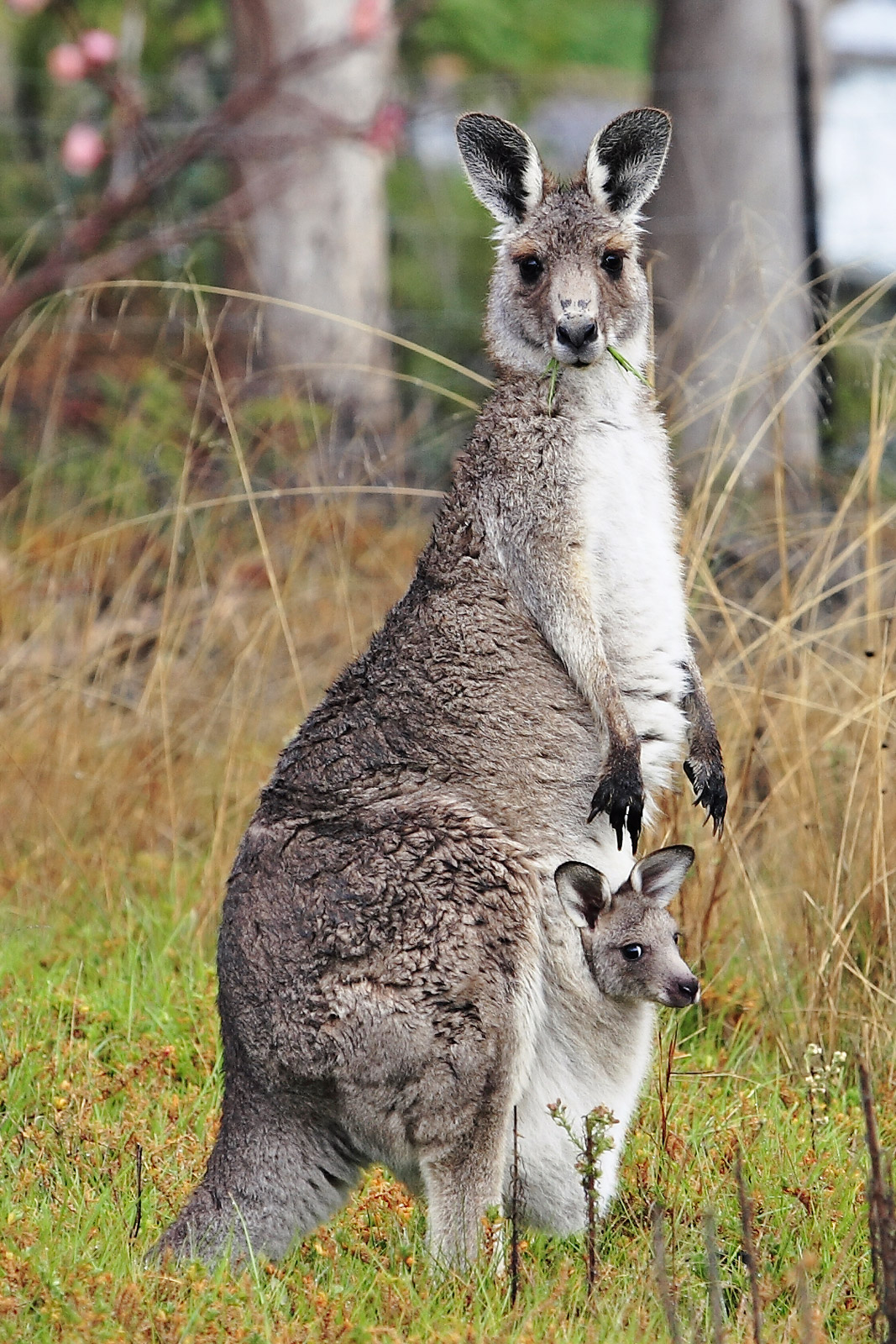
Samice klokana obrovského s mládětem v břišním vaku

Klokanovití jsou podobně jako většina savců živorodí. Oproti samicím placentálních savců, které mají jednu dělohu a pochvu, mají samice klokanů zdvojený systém se dvěma dělohami, každá s vlastní boční pochvou – vagínou. Mládě při porodu prochází odděleným středním porodným kanálem (centrální vagínou). Tato trubice se u klokanů vytváří před prvním porodem a přetrvává celý život. Samci klokanů mají penis na konci rozeklaný, zřejmě k zavedení semene do obou pochev. Březost u klokana obrovského trvá 36 dnů. Novorozené klokáně je však po narození velmi nevyvinuté – je holé, slepé a schází mu zadní končetiny. Přichytí drápky k matčině srsti a šplhá jen za pomoci svého čichu a hmatu k jejímu vaku (samci vak nemají), kde se přisaje na mléčnou bradavku. Matka mláděti neulizuje cestičku mezi chlupy, jak se dříve předpokládalo, ale jen čistí srst od porodní tekutiny. Ve vaku mu ztvrdnou koutky, tudíž dokonale drží. To bylo patrně příčinou, proč si dříve australští usedlíci myslili, že vyrůstají přímo z bradavky. Ve vaku saje mléko do chvíle, než se dovyvine. Samice má ve vaku čtyři ústí mléčných žláz, bradavky, v nichž se může vytvářet mléko s rozdílným složením. Mláděti se vytvoří zadní končetiny, začne vidět, uši se mu vzpřímí a naroste mu srst.
Kolem 7. měsíce mládě vystrčí hlavu z vaku, ochutná trávu, ale když je v nebezpečí, hned zaleze zpět do vaku. Do něj leze hlavou napřed, takže ve vaku musí udělat kotoul. Vak je však brzy obsazen dalšími přírůstky, tudíž klokáně strká hlavu do vaku jen tehdy, když se chce napít. V 1. roce se již pase s ostatními, neleze již zpět do vaku, ale zůstává v blízkosti matky do 2. roku.
Délka života je kolem 9 až 18 let, někdy až 28 let.

## Klokaní slepota
Choroba očí u klokanovitých je vzácná, ne však nová. Prvá úřední zpráva o klokaní slepotě byla podána ve středním Novém Jižním Walesu v roce 1994. Následující rok zprávy o jejich slepotě přišly i z jižních států Viktorie a jižní Austrálie. V roce 1996 se choroba rozšířila pouštěmi až do západní Austrálie. Australané se znepokojovali kvůli jejímu možnému přenosu na dobytek a lidi samé. Zkoumání v Australských živočišných zdravotních laboratořích (AAHL) v Geelongu objevilo virus zvaný Wallal ve dvou druzích komárů (mušek) nebo písečných much, které tento virus pravděpodobně přenášely. Zvěrolékaři sledováním klokaní populace objevili, že u méně jak 3 % klokanů vystavených viru se slepota projevila.

## Lidé a klokani

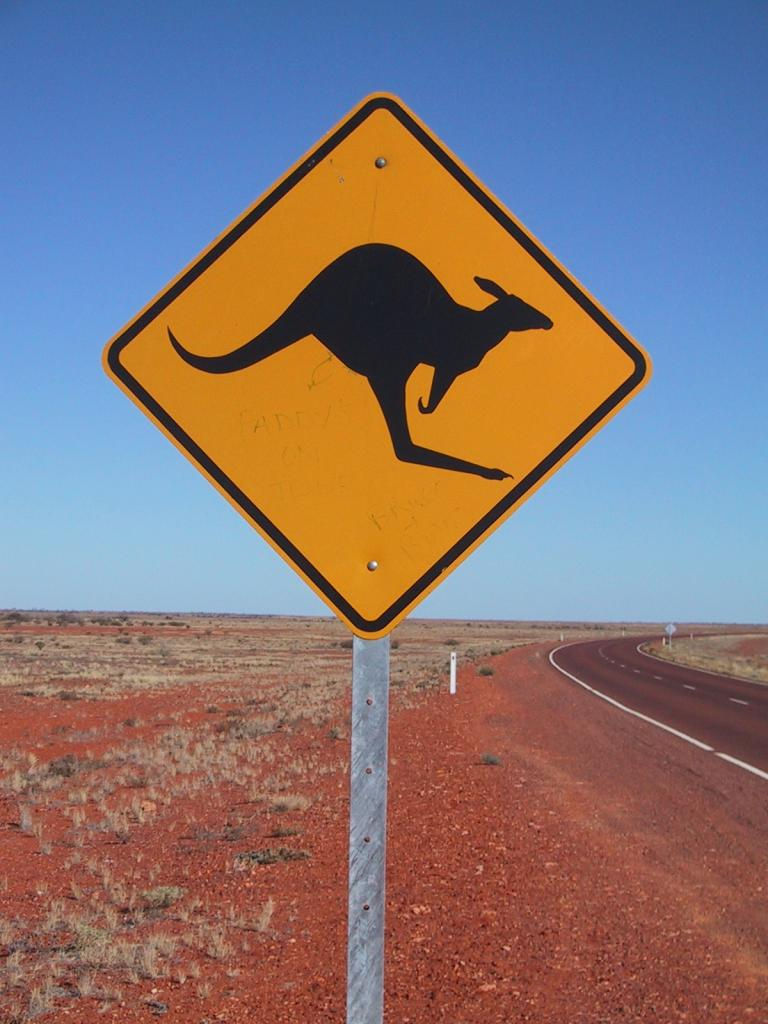
Výstražná značka upozorňující na možnost přebíhání klokanů přes silnici

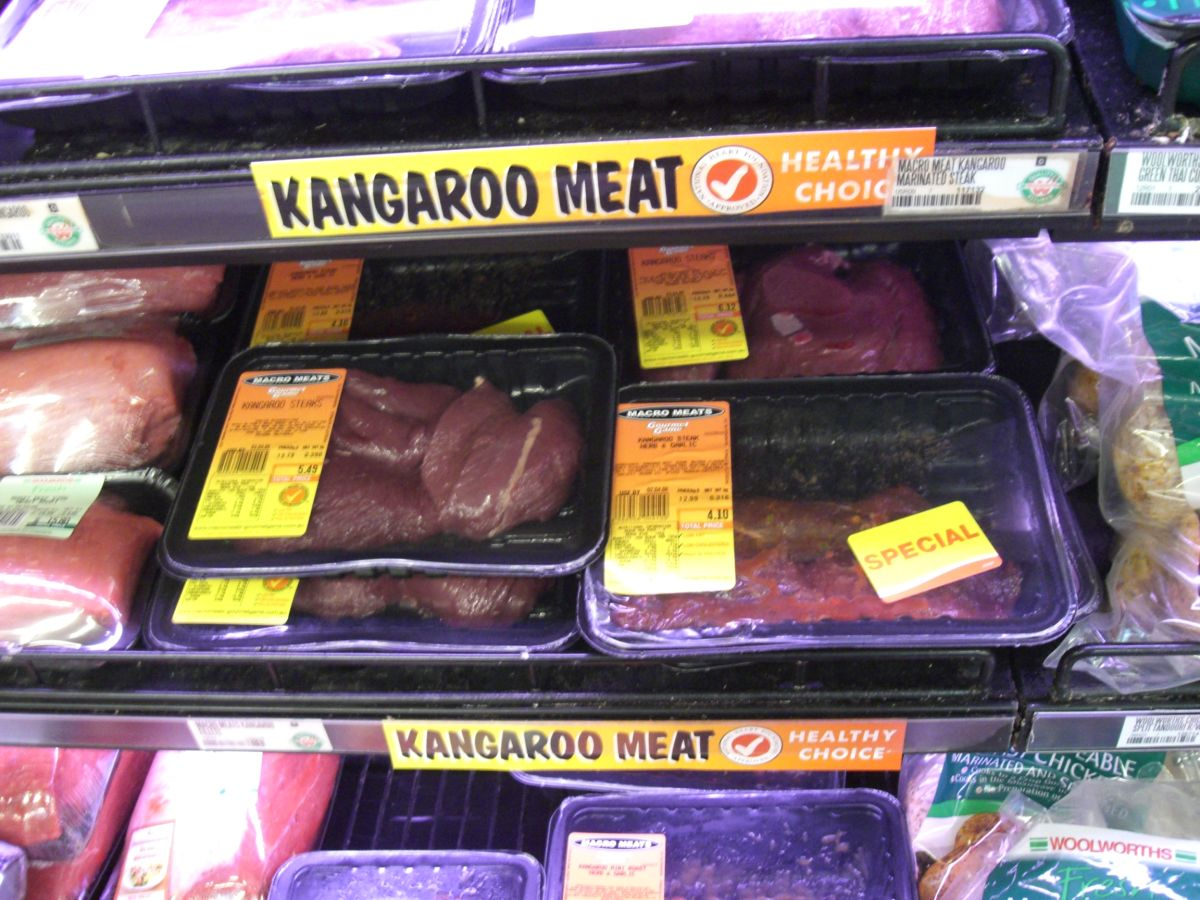
Klokaní maso v supermarketu

Pro australské domorodce byl klokan významnou lovnou zvěří, pro některé kmeny dokonce představovalo klokaní maso hlavní zdroj potravy. Domorodci lovili klokany pomocí oštěpů a bumerangů nebo je chytali do pastí. Ze zabitého klokana uměli využít vše. Maso a vnitřnosti jedli, z kůže zhotovovali oděvy , vaky a masky, z kostí nástroje a ozdoby, šlachy sloužily jako provazy a Kurnaiové z jihovýchodní Austrálie používali sušený šourek klokaního samce místo míče při tradiční hře marngrook. Klokan však má významnou úlohu také v jejich mytologii a rituálech. Příběhy, odehrávající se v mytickém čase snění, často hovoří o klokanech, kteří tehdy vypadali jinak a byli podobnější lidem. Jiné kmeny spojují klokana se sluncem, ale také s mýty o původu ohně či některých útvarů v krajině.
První Evropan, mající možnost vidět klokany v přírodě byl holandský mořeplavec François Pelsaert, který roku 1629 ztroskotal u západního pobřeží Austrálie. Později se s klokany setkal také pirát William Dampier a roku 1770 James Cook a jeho společník, přírodovědec Joseph Banks, Cook klokana popsal jako „zvíře podobné chrtu, které poskakuje po dlouhých zadních nohách jako luční kobylka“. Nedlouho poté byli první klokani jako atrakce dovezeni do Anglie. První angličtí přistěhovalci, zejména trestanci, se zpočátku živili klokaním masem podobně jako domorodci. Později si jej oblíbili hlavně němečtí a polští emigranti, avšak australští farmáři jej obvykle nejedí. V 60.–80. letech 20. stol. probíhal v Austrálii odstřel klokanů ve velkém pro kůži a maso. Z kůže, která se kvalitou podobá teletině, se vyráběly hlavně boty, klokaní maso bylo z Austrálie vyváženo do Evropy, USA i Číny, kde se z něj většinou vyráběly konzervy pro psy. Postupně však s ohledem na ochranu přírody mnoho států dovoz klokaního masa omezuje. Dnes se již pro výrobu psího krmení neužívá, ale našlo uplatnění ve výživě lidí. Prodává i v evropských obchodech a restauracích. Maso má tmavou barvu a nízký obsah tuku, je dosti vláknité a má chuť podobnou srnčí nebo daňčí zvěřině. Nejchutnější je dušené nebo vařené.
Australští farmáři vidí v klokanech škůdce. Aby je zničili, otrávili farmáři vodu, takže v jedné oblasti v Západní Austrálii zahynulo během dvou měsíců 13 000 klokanů. Na jiné farmě otrávili během pěti let 90 000 klokanů a pobouřené noviny psaly: „Symbol naší země krmíme strychninem.“ Dále farmáři věří, že mohou zahnat klokany ohněm. Také si myslí, že vypalováním se pastviny pohnojí. Vypalování však dobře snášejí nejodolnější, málo výživné trávy, které již ovcím nevyhovují, ale klokanům stále postačují. Kvalita pastvin se tak neustále zhoršuje. Vypalování pastvin se nepodařilo vymýtit dodnes a má na svědomí také zničující lesní požáry.
Přirozené prostředí klokanovitých se vlivem člověka mění a způsobuje stále větší ohrožení těchto zajímavých živočichů. Zavlečení králíci a ovce spásají klokanům trávu. Nebezpečí přináší i zavlečené lišky, které raději než králíky loví méně pohyblivá klokaní mláďata nebo malé druhy klokanů, jako jsou např. klokan quokka a klokánek králíkovitý. Mnoho klokanů také zahyne na silnicích, v mnoha částech Austrálie jsou srážky aut s klokany na denním pořádku. Na Nové Guineji netrpí ztrátou přirozeného prostředí až tak jako v Austrálii, stromovým druhům však ubývají lesy v důsledku nadměrného kácení.

## Recentní rody a druhy
Na základě 

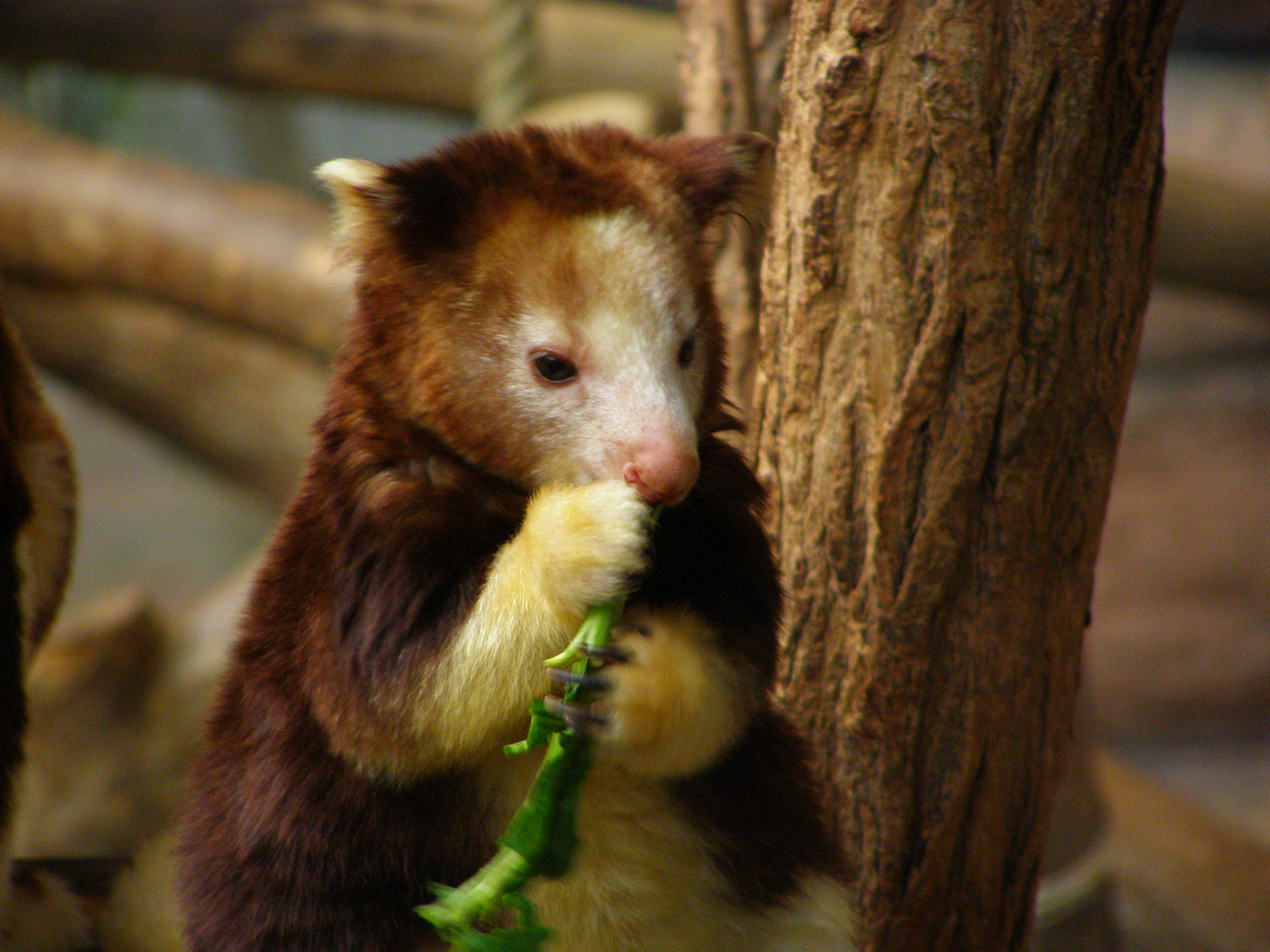
Stromový klokan Goodfellowův

podčeleď Macropodinae Gray, 1821 – klokani praví
- rod Dendrolagus Müller, 1840
  - Dendrolagus bennettianus De Vis, 1887 – klokan pralesní
  - Dendrolagus dorianus Ramsay, 1883 – klokan Doriův
  - Dendrolagus goodfellowi Thomas, 1908 – klokan Goodfellowův
  - Dendrolagus inustus Müller, 1840 – klokan hnědý
  - Dendrolagus lumholtzi Collett, 1884 – klokan stromový
  - Dendrolagus matschiei Förster & Rothschild, 1907 – klokan Matschieův
  - Dendrolagus mbaiso Flannery, Boeadi & Szalay, 1995 – klokan dingiso
  - Dendrolagus pulcherrimus Flannery, 1993 – klokan žlutohřbetý
  - Dendrolagus scottae Flannery & Seri, 1990 – klokan tmavý
  - Dendrolagus spadix Troughton & Le Souef, 1936 – klokan nížinný
  - Dendrolagus ursinus (Temminck, 1836) – klokan medvědí
- rod Dorcopsis Schlegel & Müller, 1845
  - Dorcopsis atrata Van Deusen, 1957 – klokan černý
  - Dorcopsis hageni Heller, 1897 – klokan Hagenův
  - Dorcopsis luctuosa (D'Albertis, 1874) – klokan žlutoskvrnný
  - Dorcopsis muelleri (Lesson, 1827) – klokan novoguinejský
- rod Dorcopsulus Matschie, 1916
  - Dorcopsulus macleayi (Miklouho-Maclay, 1885) – klokan Macleayův
  - Dorcopsulus vanheurni (Thomas, 1922) – klokan lysoocasý
- rod Lagorchestes Gould, 1841
  - † Lagorchestes asomatus Finlayson, 1943 – klokan Finlaysonův
  - Lagorchestes conspicillatus Gould, 1842 – klokan pruhovaný
  - Lagorchestes hirsutus Gould, 1844 – klokan kosmatý
  - † Lagorchestes leporides (Gould, 1841) – klokan zaječí
- rod Macropus Shaw, 1790
  - Macropus giganteus Shaw, 1790 – klokan obrovský
  - Macropus fuliginosus (Desmarest, 1817) – klokan velký
- rod Notamacropus Dawson & Flannery, 1985
  - Notamacropus agilis (Gould, 1842) – klokan hbitý
  - Notamacropus dorsalis (Gray, 1837) – klokan hřbetopásý
  - Notamacropus eugenii (Desmarest, 1817) – klokan dama
  - † Notamacropus greyi (Waterhouse, 1846) – klokan Greyův
  - Notamacropus irma (Jourdan, 1837) – klokan irma
  - Notamacropus parma (Waterhouse, 1846) – klokan parma
  - Notamacropus parryi (Bennett, 1835) – klokan Parryův
  - Notamacropus rufogriseus (Desmarest, 1817) – klokan rudokrký
- rod Onychogalea Gray, 1841
  - Onychogalea fraenata (Gould, 1841) – klokan uzdičkový
  - † Onychogalea lunata (Gould, 1841) – klokan měsíčitopásý
  - Onychogalea unguifera (Gould, 1841) – klokan hrotochvostý
- rod Osphranter Gould, 1842
  - Osphranter antilopinus (Gould, 1842) – klokan antilopí
  - Osphranter bernardus (Rothschild, 1904) – klokan vraný
  - Osphranter robustus (Gould, 1841) – klokan horský
  - Osphranter rufus (Desmarest, 1822) – klokan rudý
- rod Petrogale Gray, 1837
  - Petrogale assimilis Ramsay, 1877 – klokan společenský
  - Petrogale brachyotis (Gould, 1841) – klokan krátkouchý
  - Petrogale burbidgei Kitchener & Sanson, 1978 – klokan warabi
  - Petrogale coenensis Eldridge & Close, 1992 – klokan mysový
  - Petrogale concinna Gould, 1842 – klokan rezavý
  - Petrogale godmani Thomas, 1923 – klokan Godmanův
  - Petrogale herberti Thomas, 1926 – klokan Herbertův
  - Petrogale inornata Gould, 1842 – klokan nevzhledný
  - Petrogale lateralis Gould, 1842 – klokan černonohý
  - Petrogale mareeba Eldridge & Close, 1992 – klokan nenápadný
  - Petrogale penicillata (Gray, 1825) – klokan skalní
  - Petrogale persephone Maynes, 1982 – klokan východní
  - Petrogale rothschildi Thomas, 1904 – klokan Rothschildův
  - Petrogale sharmani Eldridge & Close, 1992 – klokan Sharmanův
  - Petrogale wilkinsi Thomas, 1926
  - Petrogale xanthopus Gray, 1855 – klokan žlutonohý
- rod Setonix Lesson, 1842
  - Setonix brachyurus (Quoy & Gaimard, 1830) – klokan quokka
- rod Thylogale Gray, 1837
  - Thylogale billardierii (Desmarest, 1822) – klokan rudoboký
  - Thylogale brownii Ramsay, 1877 – klokan Brownův
  - Thylogale brunii (Schreber, 1778) – klokan uru
  - Thylogale calabyi Flannery, 1995 – klokan Calabyův
  - Thylogale stigmatica (Gould, 1860) – klokan znamenaný
  - Thylogale thetis (Lesson, 1828) – klokan pademelon
- rod Wallabia Trouessart, 1905
  - Wallabia bicolor (Desmarest, 1804) – klokan bažinný

podčeleď Sthenurinae Glauert, 1926 – klokani krátkohlaví
- rod Lagostrophus Thomas, 1886
  - Lagostrophus fasciatus (Péron & Lesueur, 1807) – klokan páskovaný

## Chov v zoo
V evropských zoo bylo na počátku roku 2019 chováno 14 druhů klokanovitých. V Česku je chováno deset druhů. Jedná se o tyto taxony: klokan Hagenův, klokan velký, klokan obrovský, klokan parma, klokan horský, klokan rudokrký, klokan rudý, klokan žlutonohý, klokan uru a klokan bažinný. Největší kolekce v Česku se nachází v Zoo Plzeň – sedm druhů, následovaná Zoo Praha, v níž žije šest druhů. V případě klokana Hagenova se Zoo Praha stala přitom vůbec první zoo mimo Asii, kde se podařil odchov.